# Dave Monty

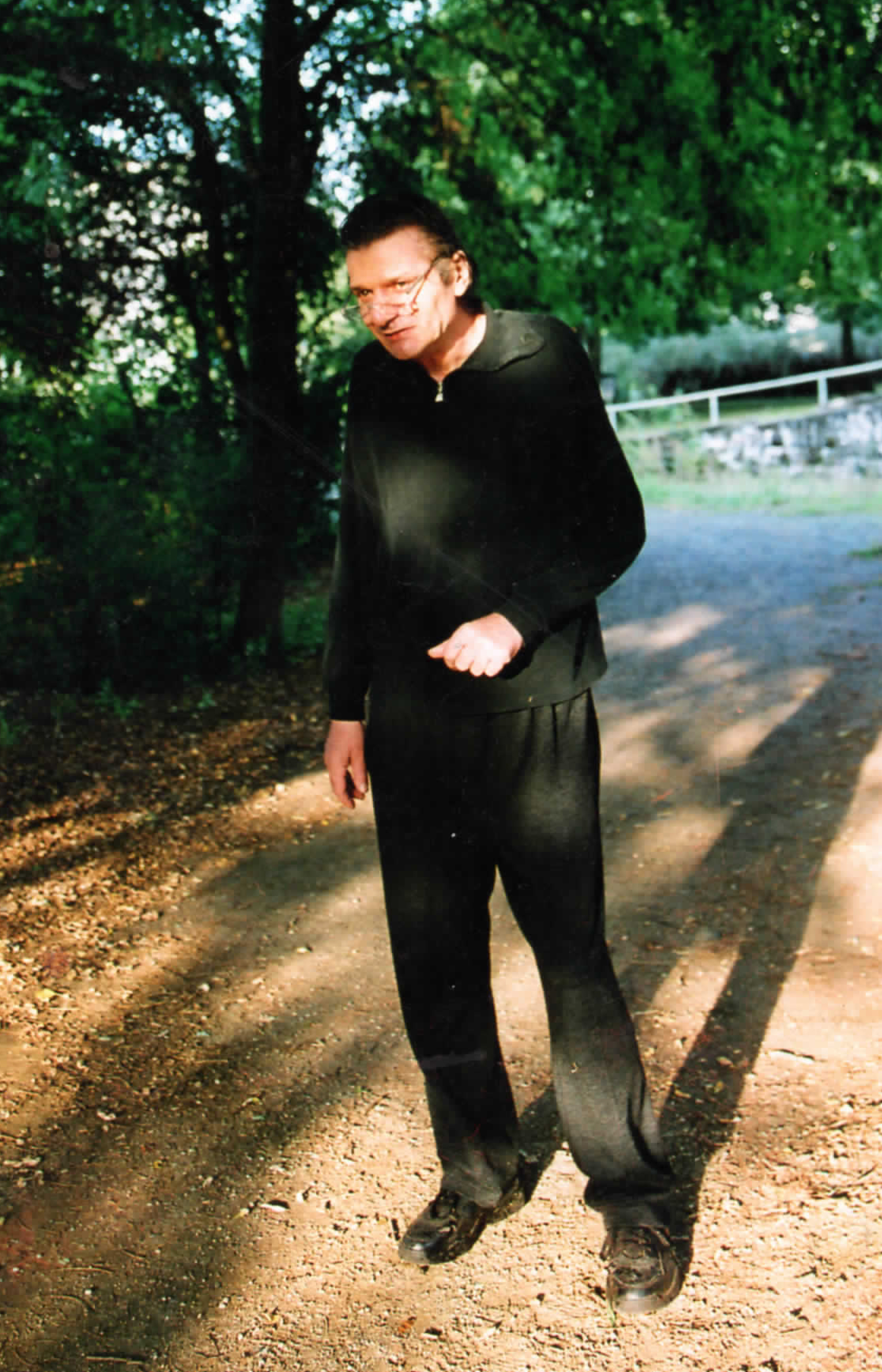
Dave Monty, 2011

Dave Monty (geboren 1949) ist ein deutscher Maler, Aktionskünstler und Gründer der East Side Gallery.

## Leben
Dave Monty stammt aus bürgerlichen Verhältnissen. Er verbrachte einen Teil seiner Kindheit und Jugend in einem Schweizer Internat. Spannungen mit dem autoritären Vater führten zum familiären Bruch. 1967 wurde West-Berlin zur neuen Wahlheimat des angehenden Künstlers. Zunächst finanzierte er sein Leben mit Gelegenheitsjobs. Die künstlerische Karriere startete er als Autodidakt. Seine Aktionen umfassten  Performance, Malerei und Kultur-Events. Seine Kollegen unterstützte Dave Monty bei der Realisation von Projekten. Ein Anliegen des Künstlers war, mit Erfahrung zur Seite zu stehen und Abhängigkeiten von Knebelverträgen weitestgehend zu vermeiden. Am 4. August 2004 kam es zu einem schwerwiegenden Unfall, bei dem sich Dave Monty eine Genickfraktur zuzog. In der Folge war er dadurch für zwei Jahre gelähmt. Mit starkem Willen wirkte er dieser Situation entgegen und ist heute außerordentlich gehbehindert. 
2015 während der Tage der offenen Tür im Bundeskanzleramt erhielt er eine Einladung, neben Ben Wagin, Frau Nooke und einer Vertretung von Gunter Demnig zum Thema Mauer, Kunst und Kultur zu sprechen. 2016 wurde ihm die Bezirksmedaille des Bezirks Friedrichshain-Kreuzberg von Berlin verliehen. Gewürdigt und anerkannt ist damit, sein besonderes Verdienst um das Gemeinwohl des Bezirks als Ideengeber und Gründer der East Side Gallery. Im selben Jahr legte er das Fundament für einen gemeinnützigen Verein, welcher Künstler und insbesondere Kinder fördern wird. Zu den Gründungsmitgliedern zählen Dave Monty, Constanze Ehrlich, Paul Gant, Oliver Rath († 18. August 2016), Elisabeth Ehrlich, Florian Anders und Alfons Späth. Der Verein trägt den Namen Dave Monty Creative Factory e.V. Der Künstler lebt in Berlin.

## Gründung der East Side Gallery
Ab Herbst 1989 begann Dave Monty seine Verhandlungen in Ostberlin mit dem Minister für Kultur, Hans-Joachim Hoffmann, und dem Berater Wilhelm Ahrens bezüglich der Gestaltung der Grenzmauer. Im Ergebnis erhielt der Künstler Kontakt zum Ministerium für Nationale Verteidigung der DDR und Pressesprecher Oberst Uwe Hempel. Nach mehreren Treffen bekam Major Menzel (Grenzanlage Mitte Ostberlin) den Befehl, Dave Monty in seinem Vorhaben zu unterstützen. Ende September 1989 erhielt der Künstler die Zusage, sein Projekt East Side Gallery zu starten. 
| Personendaten    | Personendaten                                                      |
| ---------------- | ------------------------------------------------------------------ |
| NAME             | Monty, Dave                                                        |
| KURZBESCHREIBUNG | deutscher Maler, Aktionskünstler und Gründer der East Side Gallery |
| GEBURTSDATUM     | 1949                                                               |